# ريناتو رافاييل بوندي
ريناتو رافاييل بوندي هو لاعب كرة قدم برازيلي في مركز الوسط، ولد في 20 مارس 1981 في ساو جواو دي ميريتي في البرازيل. لعب مع أتلتيكو باراناينسي وخوان أوريتش ونادي ألساندريا ونادي أنكونا ونادي بيروجيا ونادي ساليرنيتانا ونادي مسينا.

## وصلات خارجية
- ريناتو رافاييل بوندي على موقع قاعدة بيانات كرة القدم.إي يو (الإنجليزية)
- ريناتو رافاييل بوندي على موقع عالم كرة القدم.نت (الإنجليزية)